# Not Everyone Will Be Taken into the Future

Not Everyone Will Be Taken into the Future [en français : Tout le monde ne sera pas emporté dans l’avenir] est le titre d'une installation des artistes conceptuels Ilya et Emilia Kabakov, posant la question du devenir et de l'inscription dans la mémoire des êtres aujourd'hui célèbres, et notamment des artistes. L'installation est présentée lors de sa création en 2011 à la biennale de Venise, et regroupée avec d'autres œuvres, elle donne son nom à une exposition rétrospective itinérante présentée en 2017 et 2018 à Londres, Saint-Petersbourg et Moscou, dans les musées de la Tate Modern, de l'Ermitage et de la Galerie Tretiakov.  

## L'installation

### Origine du titre
Le titre est à l'origine celui d'un essai de 1983 d'Ilya Kabakov paru dans A-YA, un journal parisien sur les artistes russes sans statut officiel. Il s'y interroge sur le destin de l'artiste Kasimir Malevitch, dont il craint qu'il ne soit tout comme lui oublié après sa mort.
Le titre est devenu tellement connu en russe (В будущее возьмут не всех-V budushcheye voz'mut ne vsekh) que beaucoup le prennent pour un aphorisme ancien.

### Composition
L'installation représente un wagon de chemin de fer quittant un quai, et emportant à son bord les toiles retenues pour le futur. Les toiles abandonnées évoquent les artistes relégués dans l'ombre, qu'ils soient tombés en disgrâce pour des motifs politiques ou tout simplement devenus démodés. L'œuvre est composite, mêlant une structure en bois, des morceaux d'un wagon, projection flottante d'écrits et tableaux. 

## Expositions
L'installation a été exposée dans les lieux suivants :
- 2001 : 49e Biennale de Venise (du 10 juin au 4 novembre)
- 2017-2018 : Tate Modern (Londres, du 17 octobre au 28 janvier)
- 2018 : Musée de l'Ermitage (Saint-Petersbourg) et Galerie Tretiakov (Moscou)
- Depuis 2002 : MAK - Musée des arts appliqués/Art contemporain (Vienne). Hors les expositions temporaires citées ci-dessus, l'installation fait l'objet d'un prêt à long terme au musée[3].

Les trois expositions à Londres et en Russie résultent d'un travail commun des trois musées, toutefois chacun a retenu sa propre présentation, en adaptant ses choix aux contraintes architecturales et aux œuvres sélectionnées. Tirant leur nom de l'installation éponyme du couple Kabakov, il s'agit d'une rétrospective de l'œuvre peint d'Ilya Kabakov depuis les années 1970, qui comporte aussi des installations connues de lui ou du couple :  The Man Who Flew into Space from His Apartment 1985, Labyrinth (My Mother’s Album)1990. Ainsi, pour la Galerie Tretiakov, l'installation Where is Our Place (2002) a été remplacée par une maquette, en raison de sa trop grande hauteur. En Russie, les expositions incluent le tableau The Beetle ([Le Scarabée]), prêté par son acheteur Vyacheslav Kantor, tableau absent lors de l'exposition de la Tate. 